# Protonemura vernalis
Protonemura vernalis är en bäcksländeart som beskrevs av Zhiltzova 1958. Protonemura vernalis ingår i släktet Protonemura och familjen kryssbäcksländor. Inga underarter finns listade i Catalogue of Life.